# Auditivvokal Dresden
Auditivvokal Dresden (bzw. AuditivVokal Dresden) ist ein deutsches zeitgenössisches Vokalensemble, welches sich sowohl auf die Interpretation Neu(est)er als auch Alter und Früher Vokalmusik spezialisiert hat.

## Geschichte und Profil
2007 gründete der Dirigent Olaf Katzer AuditivVokal Dresden, dessen Künstlerischer Leiter er seitdem ist. Als Beitrag zum Gedenkkonzert anlässlich des 1. Todestages des österreichisch-ungarischen Komponisten György Ligeti, den die Hochschule für Musik Carl Maria von Weber Dresden im Juni 2007 veranstaltete, realisierte Katzer mit Studierenden die Aufführung von Ligetis Aventures und Nouvelles Aventures (1962–65). Seitdem tritt das Ensemble jährlich in bis zu drei Eigenproduktionen im Raum Dresden und Sachsen sowie bei überregionalen und (inter-)nationalen Festivals auf. Neben der Suche nach neuen Gesangs- und erweiterten Klangproduktionstechniken und ihrer Etablierung, setzen die bis zu 24 Sänger einen zusätzlichen Schwerpunkt auf die Interpretation Alter und Früher Musik. Deren Kontrastierung in zeitgenössischen Werken ist häufiger Bestandteil; so in Programmen mit Madrigalen von Salvatore Sciarrino und Carlo Gesualdo da Venosa, mit Auftragswerken, die sich dem Glogauer Liederbuch annahmen (2012 bei der Wiedereröffnung der Schlosskapelle in Dresden mit Werken deutscher und polnischer Komponisten) oder in Kooperation mit dem Improvisationskünstler Günter Heinz im Rahmen einer musikalischen Kammer-Conglomerage (2016), die Werke von Guillaume Dufay und Georg Katzer umfasste. Weitere instrumentale Partner sind dabei renommierte Klangkörper wie das Dresdner Barockorchester, die Dresdner Sinfoniker, Ensemble Moto Perpetuo New York, Ensemble Interface (Frankfurt/Main), das Ensemble Iberoamericano aus Weimar sowie das PMCE Parco della Musica Contemporanea Ensemble (Rom).
Als Originalklangensemble der Moderne steht AuditivVokal Dresden für neuartige Aufführungspraktiken, die künstlerische Arbeit und Stimmforschung in neuartige Kontexte mit Wissenschaft, Politik und Kunst stellen. Konzerttourneen der letzten Jahre brachten das Ensemble zu unterschiedlichen nationalen Festivals (u. a. chor.com Dortmund, SinusTon Festival Magdeburg, TonLagen Hellerau, Musikfest Goldberg-Variationen Frankfurt/Main, Randspiele Zepernick, Deutschen Evangelischen Kirchentag 2015), aber auch bis nach Rom, Brasilien, Chile und an die Ostküste der Vereinigten Staaten von Amerika. Deutschlandfunk Kultur, der Mitteldeutsche sowie der Bayerische Rundfunk, Rundfunk Berlin-Brandenburg und Radio Suisse Romande haben bisher Live- und CD-Produktionen begleitet und die Arbeit des Ensembles in Radiosendungen gewürdigt.
In der Spielzeit 2017/18 war AuditivVokal Dresden Ensemble in Residence am Gesellschaftshaus Magdeburg.

## Repertoire
In stiladäquat zusammengestellten Programmen und Besetzungen stellen Olaf Katzer und das Ensemble jährlich bis zu 40 Werke (davon gut die Hälfte Uraufführungen und Auftragskompositionen) in Kontext mit verschiedenen Kunst- und Wissenschaftsdisziplinen – insbesondere in Kombination mit Klassikern, aber auch weniger bekannten Werken Alter und Früher Musik.
Zu regelmäßigen Kooperationspartnern gehören u. a. Komponisten wie Michael Edward Edgerton, Charlotte Seither, Georg Katzer, Manos Tsangaris, Gerhard Stäbler, Amir Sphilman, die Tänzerin und Choreographin Katja Erfurth, die Regisseurin Sylvia Freitag sowie Veranstalter und Vereine wie KlangNetz Dresden, Leonhardi-Museum, Deutsches Hygiene-Museum und TanzNetz Dresden.
Das solistische und Ensemble-Repertoire AuditivVokal Dresdens reicht von experimenteller, stimmforschender Musik über theatrale Arbeiten und zeitgenössische Kirchenmusik bis hin zu der Arbeit mit Laien, um die Verbreitung zeitgenössischer Werke zu befördern. Einen zusätzlichen Fokus setzt Katzer, neben der Kooperation mit arrivierten Spezialisten und namhaften Künstlerinnen, zudem auf die Förderung nachwachsender Generationen von Komponistinnen und Sängern. So sind in den letzten Jahren zahlreiche Werke von jungen Studierenden v. a. aus Sachsen uraufgeführt worden.
2015 nahmen Damen von AuditivVokal Dresden am Konzert Aghet der Dresdner Sinfoniker teil, welches sich dem Gedenken an die 100. Wiederkehr des Völkermordes an den Armeniern verschrieb. Internationale Aufmerksamkeit erlangte das Projekt, das Auftragskompositionen von Zeynep Gedizlioğlu, Vache Sharafyan und Helmut Oehring umfasste, nicht zuletzt aufgrund der Absage des geplanten Konzerts im Deutschen Generalkonsulat Istanbul durch das Auswärtige Amt, welches das Projekt selbst gefördert hatte.

### Uraufgeführte Werke (Auswahl)
- Yuval Avital: GIOBBE (2018)
- Reiner Bredemeyer: Chorsprüche (1965), 269 (1983), (beide 2015 posthum uraufgeführt)
- Michael Edward Edgerton: abaGa baʁatur (2014/16), sirene segmenti (2017)
- Hans-Joachim Hespos: kaps (2011)
- Michael Hirsch: De rerum natura (2016)
- Georg Katzer: Song of Solomon (2016)
- Peter Motzkus: Liebeswalzerlieder (2013-, Ausz.), Kantate #2 (2014), Telemusik #1 (2016) u. a.
- Helmut Oehring: Massaker, hört ihr MASSAKER! (2015)
- Richard Röbel: passages (2015), Arabesken (2016), Mit-Be-Stimmung (2017)
- Idin Samimi Mofakham: Truth.Courage.Freedom (2014), ReSearch und Muye I (beide 2017)
- Friedrich Schenker: Böser Traum und Ostererwachen (= Motette, 2007/13)
- Annette Schlünz: L’air est une pomme (2013)
- Charlotte Seither: Wenige Silben vom Glück (2015)
- Amir Shpilman: Situation Object (2014), Malleable Images und DemocraCycle (beide 2017)
- Gerhard Stäbler: Rumor (2013), Gerissene Dämpfe (2017)
- Susanne Stelzenbach: k u n s t (2010), drei miniaturen (2016)
- Manos Tsangaris/Marcel Beyer: Es kommt ein A (Rede an die Sprache) (2016)
- Martin Wistinghausen: Traumgesänge (2013)
- Marc Yeats: oros (2015)

## Produktionen (Auswahl)
Die Produktionen von AuditivVokal Dresden umfassen neben Konzerten auch Workshop- und Vermittlungsprogramme. Diese widmen sich in den meisten Fällen einer bestimmten Zielgruppe (Kinder/Jugendliche, Senioren, Laien etc.).
- su/al/do /GE/ gen/wart (2008): Neue Vokalmusik a cappella in Gegenüberstellung zu Madrigalen von Carlo Gesualdo
- Und ich springe in jede Gestalt (2010): Musiktheaterminiaturen (Regie: Sylvia Freitag)
- Licht Risse (2011): Alte und Neue Musik mit Live-Overheadmalerei von Helge Leiberg
- Enkomikos (2012): Neue Vokalmusik zum Thema „Humor“ (Regie: Sylvia Freitag)
- Dresdner Anatomie (2014): Beim Festival zum 250. Jubiläum der Hochschule für Bildende Künste Dresden in Zusammenarbeit mit der HfM Dresden
- Hörst Du? Tanz! (2014): Performances in Zusammenarbeit mit TanzNetz Dresden (Choreographie: Ka Dietze, Marita Matzk)
- Bach durchKREUZt (2016): zeitgenössische Kontexte zu Johann Sebastian Bach (Choreographie: Katja Erfurth), im Rahmen des Bachfest Dresden
- Vox populi?! Der Klang der Demokratie (2017): Neue Vokalmusik zum Thema „Demokratie“
- DA PACEM, DOMINE (2018): Werke von Reiko Füting, Heinrich Schütz und Zeitgenossen, im Gedenken des Dreißigjährigen Krieges

### Konzertreisen
- FREEDOM (2014): mit dem Ensemble Moto Perpetuo New York (Ostküste der USA)
- MIKRO MAKRO META (2016): mit dem Ensemble Iberoamericano (Brasilien, Chile)

## Neue Dresdner Vokalschule
Die Neue Dresdner Vokalschule ist ein Projekt, welches sich in Form von Workshop- und Vermittlungsprojekten der Pflege und Verfügbarmachung zeitgenössischer Vokalmusik widmet.

## Engagement
Zusätzlich zu künstlerischen Aufgaben nehmen Olaf Katzer und das Ensemble auch ihren gesellschafts- und kulturpolitischen Bildungsauftrag wahr und engagieren sich in der Vermittlung und Förderung zeitgenössischer Vokalmusik. Workshops und Meisterkurse für Kompositions- und Gesangsstudierende an renommierten Institutionen wie der Dresdner Musikhochschule oder der Manhattan School of Music, aber auch für interessierte Laien und Profis jedweden Alters und Standes sind dem Ensemble ein wichtiges Anliegen. Aus dem Bestreben, ein breites Publikum an die Vokalmusik des 20. und 21. Jahrhunderts heranzuführen, wurde im Zuge des Projekts Vox populi?! Der Klang der Demokratie (September 2017) gemeinsam mit der Initiative Die Offene Gesellschaft und dem Verein ATTICUS Dresden e. V. das Format der BürgerSingStunde entwickelt.
Mit seinem humanistisch geprägten Credo »Zurück zur Kunst! Zurück zum Menschen!« sieht Katzer ein Fortführen und Weiterdenken der Ästhetik des Humanen, wie sie von Heinrich Böll formuliert wurde. Die Entwicklung einer eigenen ästhetischen Theorie möchte AuditivVokal Dresden mit seinen unterschiedlichen Konzert- und Vermittlungsprojekten voranbringen.
Dies führt Olaf Katzer auch in Form zahlreicher Verknüpfungen aus, indem er als Intendant des Chorfestivals Meißen klingt… regelmäßig Laien-, Liebhaber- und semiprofessionelle Chöre aus Sachsen in Gemeinschaftsprojekten (KlangKette Meißen, SoundWalk Meißen, DemocraCycle) mit Neuer Vokalmusik in Berührung bringt. Als Schirmherr des jährlich im September stattfindenden Festivals nimmt der Staatsminister für Wirtschaft, Arbeit und Verkehr und stellvertretende Ministerpräsident und des Freistaates Sachsen, Martin Dulig (SPD), ebenfalls aktiv an diesen Gemeinschaftsprojekten Anteil.